# ラーメン刑事「龍」の殺人推理
『ラーメン刑事「龍」の殺人推理』（らーめんけいじりゅうのさつじんすいり）は、2000年から2005年までテレビ朝日系「土曜ワイド劇場」で放送された刑事ドラマシリーズ。全5回。制作はABCと大映テレビ。主演は神田正輝。

## 概要
ラーメン刑事の異名をとる龍鉄平が、赴任する先々で名物ラーメンを鍵として事件を解決していく。
第4作までのオーソドックスな作風に対して、第5作は取り調べ中の容疑者に鉄平が作ったラーメンを差し入れると直ちに自白を始めるという場面があるなど、コメディ・ギャグ色の強い作品となっている。

## 登場人物

### 主人公と相棒
龍鉄平
演 - 神田正輝
経歴：喜多方警察署（第1作）
→ 旭川中央警察署（第2作）
→ 博多北警察署（第3作）
→ 札幌中央南警察署（第4作）
→ 香川県警高松北警察署（第5作）
「ラーメン刑事」の異名をとる刑事。階級は警視正。
桃木モモ
演 - 大桃美代子（第1作 - 第3作）
経歴：喜多方警察署（第1作）
→ 旭川中央警察署（第2作）
→ 博多北警察署（第3作）
鉄平の相棒刑事。
水内かりん
演 - 細木美和（第4作）
札幌中央南警察署捜査一課での相棒刑事。
成田真希
演 - 国分佐智子（第5作）
香川県警高松北警察署の婦警。無類のうどん好き。

### 喜多方警察署 → 旭川中央警察署
宮田五郎
演 - ガッツ石松（第1作・第2作）
係長。第2作で警部補に昇進。
須貝義一
演 - 菅原加織（第1作・第2作）
刑事。
坂上六兵衛
演 - 三角八朗（第1作・第2作）
課長。

### ゲスト
第1作「会津喜多方、殺意の女 ヤマンバ刑事とSLばんえつ号に乗っていた美女の秘密」（2000年）
- 木村早苗（ラーメン屋「喜楽」店員） - 安永亜衣
- 石崎まつえ（ラーメン屋「喜楽」主人） - 谷口香
- 矢野守 - 水上竜士
- 捜査一課長 - 杜澤泰文
- 水木千夏（龍鉄平が以前取調べた女） - 平栗あつみ
- 石崎茂（まつえの息子・宮城刑務所 元服役囚） - 東真司
- 川津健 - 松永博史
- 三島次郎 - 南雲勝郎
- 米倉松次（宮城刑務所 元服役囚） - 加地健太郎
- 田島信一（ばんえつ銀行 行員） - 五森大輔
- 磯田常松（磯田不動産 社長） - 川上泳
- 川津の舎弟 - 高橋守
- 北村きよ（スナックのママ） - 兎本有紀
- 前野孝作（ラーメン屋「喜楽」店員） - 船越英一郎

第2作「北海道旭川氷点下41度の完全犯罪！雪の結晶は天からの証言者」（2001年）
- 岩井健（旭川中央警察署 課長代理） - 鈴木ヒロミツ
- 篠田典子（篠田の妻・里枝の妹） - 石井苗子
- 鳥井次郎（野中木材 専務） - 渡辺哲
- 北村きよ（居酒屋女将） - 沢田雅美
- 野中靖夫（野中木材 社長） - 天現寺竜
- 有田勇介（典子の不倫相手） - 内川裕治
- 重村あこ（里枝の娘） - 藤松祥子
- 篠田守（篠田カンパニー 社長） - 寺田農
- 重村里枝 - 沢田亜矢子

第3作「博多〜唐津〜呼子港、殺意の銃口！壊された黒田武士人形と博多献上帯の謎」（2002年）
- 志賀三郎（博多北警察署 刑事） - ガッツ石松
- 鶴田美咲（鶴田の娘・高原の婚約者） - 戸田麻衣子
- 西宮礼（博多北警察署 刑事一課課長） - 榊原利彦
- 高原涼太（博多北警察署 刑事） - 池内万作
- 江崎大輔（博多北警察署 交通機動隊） - 尾形大作
- 小久保達夫（ラーメン屋台従業員） - 菊池健一郎
- 権藤（松波会幹部組員） - 新海丈夫
- 栗山保（新聞記者） - 中原丈雄
- 木場巌（元暴力団員・20年前死亡） - 栗栖功明
- 福原まきこ（高原の親族） - 渚まゆみ
- - 伊藤真奈美
- およね（嘉穂劇場の婆） - ばってん荒川
- 鶴田秀次（ラーメン屋台店主・元博多北署刑事） - 若林豪

第4作「愛と憎しみの支笏湖 小樽から札幌へ 凍りついた女の情念」（2003年）
- 七海（龍鉄平が以前取調べた女） - 森川由加里
- 北宮礼（札幌中央南警察署 捜査一課長） - 坂上忍
- 高橋聡（沙織の二番目の夫・ラーメンチェーン店「味の時計台」主人） - 塩屋俊
- 藤原一也（フジワラ精肉店 社長） - 新藤栄作
- 宮本琴絵（宮本と沙織の娘） - 森本更紗
- 小笠原優介（沙織の三番目の夫・定山渓ホテル 従業員） - 秋本正博
- 宮本（沙織の一番目の夫・故人） - 犬箸哲郎
- 宮本沙織（琴絵の実母・定山渓ホテル 仲居） - 三原じゅん子
- 高橋玲奈（琴絵の養母・聡の現妻・沙織の親友） - 杉田かおる
- 松前二郎（札幌中央南警察署捜査一課 巡査長） - ガッツ石松

第5作「ラーメン刑事VSさぬきうどん 美人婦警は敵か味方か？龍鉄平最大の危機！ラーメン評論家殺人事件！」（2005年）
- 倉田真一（ラーメン屋台「ことね」店主） - 高橋和也（幼少期：矢持涼）
- 山田実（香川県警高松北警察署 刑事） - 前田耕陽
- 大森波男（香川県警高松北警察署 署長） - 南条好輝
- 倉田琴音（真一の妻・3年前死亡） - 松井涼子（幼少期：大島正華）
- 宇野浩二（フードコーディネーター） - 要冷蔵
- 五島重彦（五島建設 社長） - 大竹修造
- 西園寺貢（ラーメン評論家） - 中川浩三
- ラーメン店主 - 稲健二
- 谷口（タウン誌の記者） - 三上市朗
- 香川県警科学捜査研究所の研究員 - 出口結美子
- 小村きょうこ（ホステス） - 浜野千春
- クラブのママ - 野崎かづみ
- 屋台のラーメンを食べているホステス - 徳永有香子、永津真奈、奥津香里命
- 柴田俊弥（オレオレ詐欺の犯人） - 中尾一貴
- 倉田光太（真一と琴音の息子） - 小阪風真
- 倉田義三（真一の父・ラーメン「幸来軒」店主） - 若林豪
- 倉田（真一の母・義三の妻・20年前死亡） - 中江智子
- 根本大介（香川県警高松北警察署 刑事） - 綿引勝彦
- 坂上静子（琴音の母・「うどんや静」店主） - 南田洋子

## スタッフ
- 脚本 - 友澤晃一（第1作 - 第4作）、成瀬活雄（第5作）
- 監督 - 合月勇（第1作 - 第4作）、南部英夫（第5作）
- プロデューサー - 野木小四郎（大映テレビ）、辰野悦央（ABC / 第1作 - 第4作）、福永喜夫(ABC)
- 制作 - 大映テレビ、ABC

## 放送日程
| 話数 | 放送日         | サブタイトル                                                                                | 脚本     | 監督     | 視聴率 |
| ---- | -------------- | ------------------------------------------------------------------------------------------- | -------- | -------- | ------ |
| 1    | 2000年10月21日 | 会津喜多方、殺意の女 ヤマンバ刑事とSLばんえつ号に乗っていた美女の秘密                       | 友澤晃一 | 合月勇   | 14.7%  |
| 2    | 2001年11月17日 | 北海道旭川氷点下41度の完全犯罪！雪の結晶は天からの証言者                                    | 友澤晃一 | 合月勇   | 15.0%  |
| 3    | 2002年09月21日 | 博多〜唐津〜呼子港、殺意の銃口！壊された黒田武士人形と博多献上帯の謎                        | 友澤晃一 | 合月勇   | 13.3%  |
| 4    | 2003年09月20日 | 愛と憎しみの支笏湖 小樽から札幌へ 凍りついた女の情念                                        | 友澤晃一 | 合月勇   | 14.6%  |
| 5    | 2005年03月19日 | ラーメン刑事VSさぬきうどん 美人婦警は敵か味方か？龍鉄平最大の危機！ラーメン評論家殺人事件！ | 成瀬活雄 | 南部英夫 | 10.8%  |

- 視聴率はビデオリサーチ調べ、関東地区・世帯

## 備考
- 第5作で龍が所属した高松北警察署の中のシーンは全て地元のANN系列瀬戸内海放送の高松本社で撮影された。
- 第5作の大阪での講演会のシーンで使われた会議場は大阪の施設ではなく香川県民ホールである（外観や内装ともに）。この他、尾道のラーメン屋などすべて香川県内で撮影されている。
- 上述のように、警視正の階級の警察官が一刑事として事件を捜査したり、所轄署に捜査一課があるなどの設定から、制作陣が警察本部と所轄署を混同していると思われる。